# Ахвердовы
Ахвердовы (груз. ახვერდოვი) — род грузинских дворян армянского происхождения, вступивших на русскую службу в царствование императрицы Анны Иоанновны, в 1739 г.
Потомство Исайи Васильевича Ахвердова, который дослужившился до чина напитана и уволен в 1753 г. в отставку майором. У него было три сына:
- Николай (1754—1817) — генерал-лейтенант, кавалер многих орденов, жена — Екатерина Борисовна (1772—1852), дочь Б. И. Меллера;
- Фёдор (1773—1820) — генерал, участник Кавказской войны;
- Александр Исаевич — командир Кабардинского полка. Его сын:
  - Николай (1800—1876) — российский генерал грузинского происхождения, Смоленский военный губернатор, сенатор.

Определениями Правительствующего сената, от 25 сентября 1852 года и 22 января 1853 года, утверждены постановления Калужского дворянского депутатского собрания от 5 октября 1839 г., 23 октября 1841 г., 27 ноября 1844 г., 14 августа 1845 г., 9 июня 1848 г. и 5 декабря 1862 г. о внесении во вторую часть дворянской родословной книги Калужской губернии полковника Николая Александровича Ахвердова, по личным его заслугам, а также жены его Юлии Ивановны и детей их: сыновей Александра, Николая (1841—1901), Константина (1841—?), Аркадия (1845—1849), Владимира (1847—1908) и Георгия и дочерей: Екатерины (1838—1860), Софьи и Нины (1851—1889).
Семейная усыпальница рода Ахвердовых находилась на армянском кладбище Ходживанк в Тбилиси.

## Описание герба
В червлёном щите серебряная собака с чёрными глазами, языком и ошейником. Над ней в ряд три золотые пчелы. В золотой главе щита горизонтально чёрный изогнутый меч, обращённый острием вправо.
На щите дворянский коронованный шлем. Нашлемник: три страусовых пера, из них среднее — серебряное, а крайние — червлёные. Намёт на щите справа — червлёный с серебром, слева — лазуревый с золотом. Герб рода Ахвердова внесен в Часть 13 Общего гербовника дворянских родов Всероссийской империи, стр. 68.